# Ato Adicional de 1852
O Acto Adicional de 1852 representa a primeira revisão à Carta Constitucional, que vigorou de 1842 a 1910. O Acto, datado de 5 de Julho, surge após o afastamento de Costa Cabral do governo por setembristas e Cartistas, que deu início à Regeneração.
Constituído por 16 artigos, o Acto de 1852 reforça o poder camarário; altera a forma de eleição dos deputados passando estes a serem eleitos por sufrágio directo por todos os cidadãos com um mínimo de 100.000 réis de renda (alargando, assim, o número de eleitores); e estabelece o princípio da alternância partidária. Introduz novas leis de natureza fiscal e abole a pena de morte para os crimes de natureza política. 
O Acto Adicional de 1852 trouxe o consenso ao nível político, facilitando as reformas propostas pelo novo governo, e atenuou os conflitos entre aristocratas e burgueses.